# Giờ Samara
Giờ Samara (SAMT) là múi giờ sớm hơn 4 tiếng so với UTC (UTC+4) và sớm hơn 1 tiếng so với Giờ Moskva (MSK+1). Giờ Samara được sử dụng ở các tỉnh Samara, Astrakhan, Ulyanovsk, Saratov và cộng hòa Udmurtia, đều thuộc Liên bang Nga. Tỉnh Volgograd từng sử dụng múi giờ này từ ngày 28 tháng 10 năm 2018, đến ngày 27 tháng 12 năm 2020 thì chuyển trở lại sang Giờ Moskva (UTC+3, MSK+0).